# Grabhügel von Möllenbeck

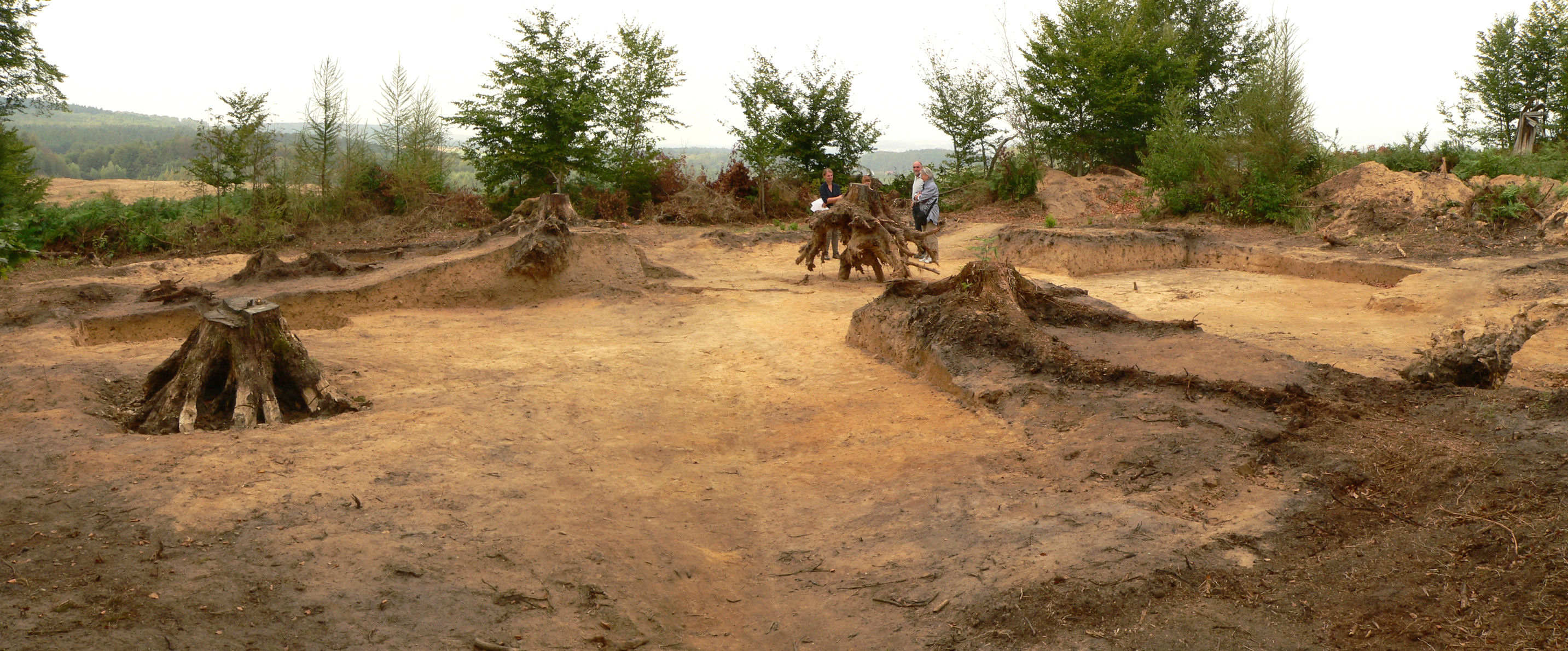
Der freigelegte Grabhügel mit verschiedenen Grabungsschnitten

Der Grabhügel von Möllenbeck war ein Hügelgrab bei Möllenbeck in Niedersachsen. Der im Möllenbecker Wald auf dem Großen Nottberg liegende Grabhügel diente als Bestattungsplatz für Urnen. Archäologen nehmen an, dass er während der vorrömischen Eisenzeit im 1. Jahrtausend v. Chr. angelegt worden ist. Im Jahr 2016 erfolgte eine vollständige Ausgrabung, bei der er zerstört wurde. Die archäologische Untersuchung war wegen des fortschreitenden Bodenabbaus eines Sand- und Kieswerks erforderlich.

## Beschreibung und Lage
Der Grabhügel stellte sich als eine runde Erhebung mit einer Höhe von 1,3 Meter und einem Durchmesser von 16 Metern dar. Er befand sich südöstlich des Ortes im Möllenbecker Wald auf dem Großen Nottberg auf etwa 146 m ü. NHN. Von der Fundstelle sind das Obere Wesertal und die Porta Westfalica zu überblicken. Archäologen vermuten den weiten Ausblick als Grund für die Wahl dieses Bestattungsplatzes an exponierter Stelle. Innerhalb des Waldgebietes finden sich weitere Hügelgräber, die der Bronzezeit zugerechnet werden.
Geologisch ist das Gebiet eine Kuppenlandschaft aus geschichteten Sanden und Kiesen, die als Kames Relikte eines eiszeitlichen Formungsprozesses sind und zur Flussgeschichte der Weser zählen. Der Große Nottberg entstand während der Saale-Eiszeit, als große Wassermassen an der Gletscherfront austraten und in einem Eisstausee einen Schwemmfächer hinterließen. Die Ablagerungen aus Sand und Kies erreichen heute bis zu 80 Meter Höhe. 
Nach dem Zweiten Weltkrieg begann infolge der starken Baukonjunktur in dem Areal ein großflächiger Bodenabbau von Kies und Sand. Seither rückte die Abbaukante näher an die Fundstelle heran. Im Jahr 2011 wurde das Waldgebiet um die Abbaufläche herum als Naturschutzgebiet Kameslandschaft ausgewiesen.

## Forschungsgeschichte
Der Rintelner Lehrer und ehrenamtliche Bodendenkmalpfleger Paul Erdniß (1886–1970) nahm in den 1920er Jahren am Grabhügel Eingrabungen vor, um ihn zu untersuchen. Dabei barg er mehrere Urnen. Sie kamen ohne Dokumentation in das Heimatmuseum Rinteln und lassen sich heute nicht mehr zuordnen. 1986 wurde der Grabhügel in das Denkmalverzeichnis aufgenommen und unter Denkmalschutz gestellt. Bereits um das Jahr 2009 wurde befürchtet, dass der Grabhügel durch eine Erweiterung des Bodenabbaus vernichtet werden könnte. Im Sommer 2016 kam es wegen des heranrückenden Abbaus zu einer Rettungsgrabung, die Studierende des Seminars für Orientalische Archäologie und Kunstgeschichte der Martin-Luther-Universität Halle-Wittenberg gleichzeitig als Lehrgrabung durchführten. Die fünfwöchige Ausgrabung unter Mitwirkung von ehrenamtlichen Helfern des Freundeskreises für Archäologie in Niedersachsen erfolgte in Kooperation mit der Unteren Denkmalschutzbehörde der Stadt Rinteln und dem Niedersächsischen Landesamt für Denkmalpflege. Die Kosten trug gemäß dem im Niedersächsischen Denkmalschutzgesetz verankerten Verursacherprinzip das Abbauunternehmen.

## Ausgrabung
Bei der Ausgrabung von 2016 gingen die Archäologen beim Grabhügel zunächst von einer bronzezeitlichen Einzelbestattung in einem Baumsarg aus, datierten den Bestattungsplatz aber nach Abschluss der Grabung in die darauf folgende Eisenzeit. Bei der Ausgrabung wurde festgestellt, dass die damaligen Erbauer des Grabhügels eine bereits vorhandene Bodenerhebung nutzten. Darauf legten sie ein Steinpflaster an und stellten darauf Urnenbestattungen. Anschließend schütteten sie die Erhebung mit Erdreich weiter auf. Die Archäologen stellten zahlreiche Störungen des Grabhügels durch Eingrabungen fest, die wahrscheinlich von früheren Untersuchungen oder von Raubgräbern stammten. In der Hügelmitte fand sich ein massiver Eingriff von zwei Meter Durchmesser und 1,2 Meter Tiefe. Von der Zerstörung einer Grabstelle im Hügel zeugten Reste von Leichenbrand und Holzkohle. Zu den Funden der Ausgrabung von 2016 gehörten einzelne Keramikfragmente von Urnen, darunter das Teil eines Rauhtopfes.

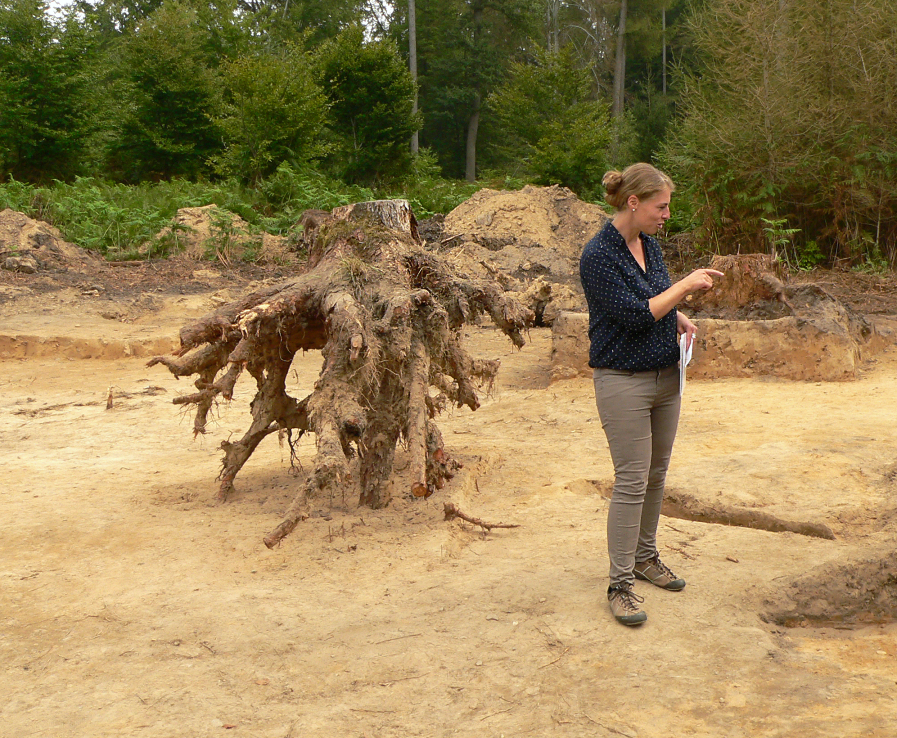
Grabungsleiterin Simone Arnhold im Zentrum des ausgegrabenen Grabhügels neben einer freigelegten Baumwurzel
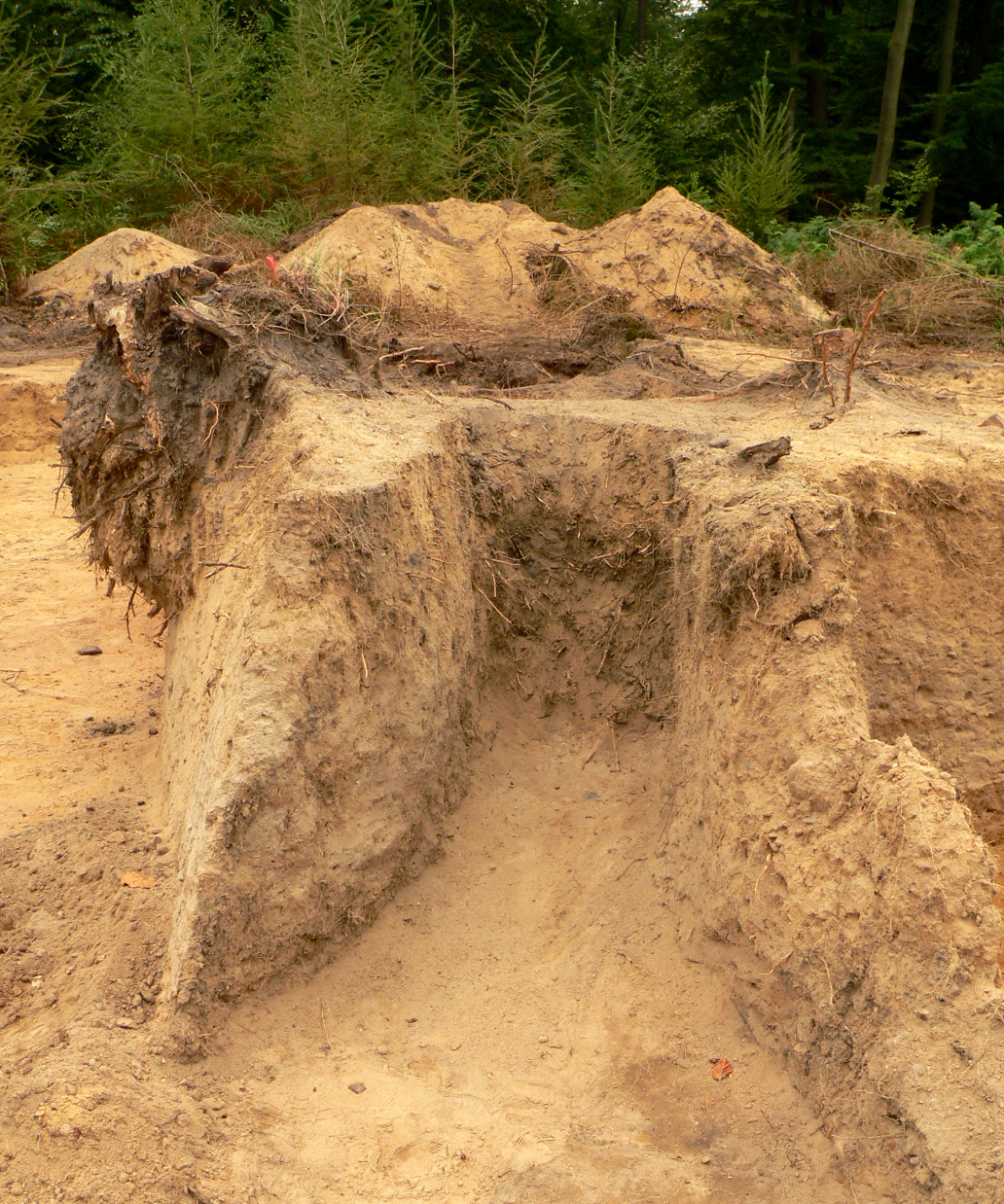
An der freigelegten Stelle im Grabhügel befand sich ursprünglich eine Urne
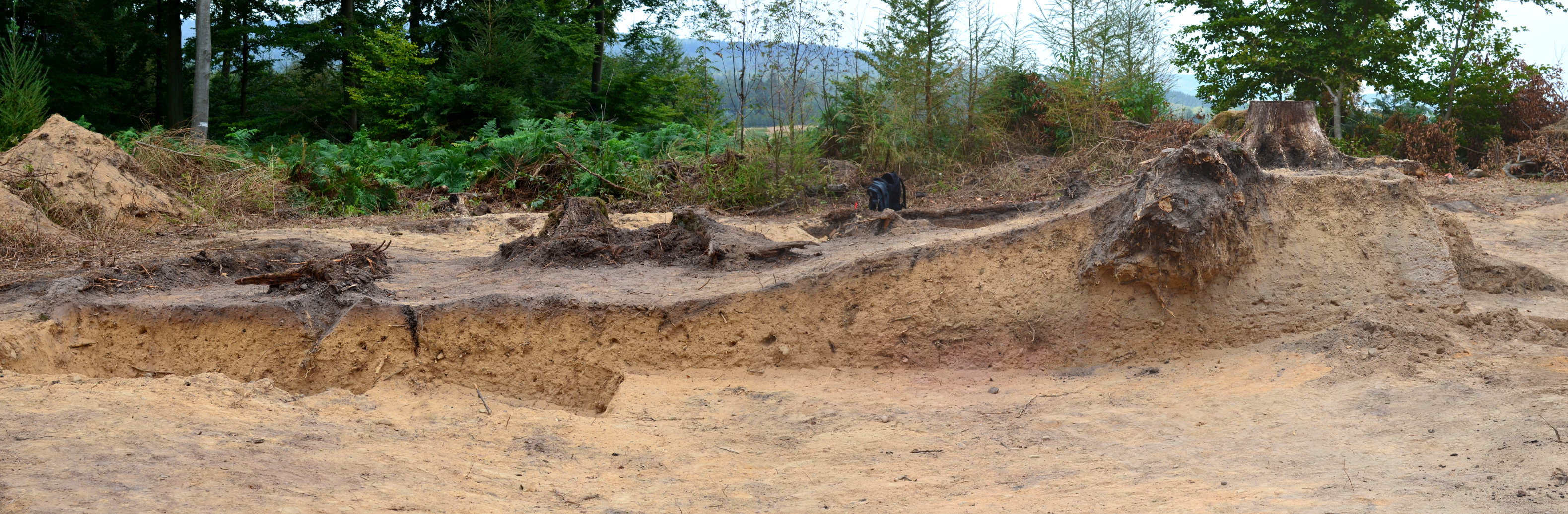
Grabungsschnitt durch eine Hälfte des Grabhügels mit mehreren Baumstämmen und -wurzeln

Die Siedlung der Menschen, die den Grabhügel anlegten, lag nach Einschätzung des Bezirksarchäologen Friedrich-Wilhelm Wulf vom Niedersächsischen Landesamt für Denkmalpflege im Umkreis von etwa 300 Metern. Überreste der Siedlung zu finden wird wegen des fortgeschrittenen Bodenabbaus in der Umgebung als wenig wahrscheinlich angesehen.